# Cucut fugisser
El cucut fugisser (Hierococcyx fugax) és una espècie d'ocell de la família dels cucúlids (Cuculidae) que habita zones de bosc i de bambú des del nord de l'Índia i Nepal cap a l'est per Arunachal Pradesh i Bangladesh, fins al sud-est de la Xina, Myanmar, Indoxina, Sumatra, Java i Borneo.